# Helger Hauck
Helger Hauck (* 10. Dezember 1942 in Melk) ist ein österreichischer medizinischer Physiker und ehemaliger Hochschullehrer.

## Leben
Nach der Matura am Stiftsgymnasium Melk 1960 studierte er von 1960 bis 1967 Mathematik und Physik an der Universität Wien und promovierte anschließend zum Dr. phil. Ab 1964 war er außerdem wissenschaftlicher Mitarbeiter am Institut für medizinische Physik und wurde nach seinem Abschluss Universitätsassistent. 1979 habilitierte sich Hauck als Professor für Medizinische Physik an der Universität Wien. 1990 wurde er zum außerordentlichen Professor ernannt.
Seit 1976  ist er als Sachverständiger für Immissions- und Emissionsfragen tätig. Seit 1986 ist er Mitglied der Kommission für die Reinhaltung der Luft in der Österreichischen Akademie der Wissenschaften und seit 1992 deren stv. Obmann. 1986 bis 2001 war er Vorstandsmitglied der International Society for Aerosols in Medicine (ISAM) sowie Präsident des 12. ISAM-Kongresses 1999 in Wien. Weiters war er von 1998 bis 2004 Vizepräsident der Österreichischen Biophysikalischen Gesellschaft.
2004 trat er in den Ruhestand.

## Auszeichnungen
- Hygienepreis der Österreichischen Gesellschaft für Medizinische Physik 1977
- Erich-Schmid-Preis der Österreichischen Akademie der Wissenschaften 1979

## Schriften (Auswahl)
- Über die Entwicklung eines neuen Konifugenmodells und einige Untersuchungen damit, phil. Dissertation,  Wien 1967.
- Computergestützte Meßanlage zur Untersuchung der Kohlenmonoxid – Aufnahme durch die Atmung in Biomed Techn 24, Wien 1984. S. 82–88
- Consistency of different statistical parameters describing air pollution data for sulfur dioxide. In: Atmospheric Environment 22, (1988), S. 1759–1764, doi:10.1016/0004-6981(88)90405-2.
- Auswirkungen von O3-Immissionen in größeren Höhen auf die physische Leistungsfähigkeit beim Menschen, Bundesministerium für Umwelt, Wien 1996. ISBN 3-901305-60-2